# Palais des atamans
Le palais des atamans (en russe : Атаманский дворец) est construit en 1889-1890 à Novotcherkassk par l'architecte Ivan Valprede (ru). Il est la résidence des atamans du Don, la résidence secondaire des tsars et quartier général des Russes blancs.
C'est un objet patrimonial culturel de Russie d'importance régionale qui fait partie du musée des cosaques du Don.

## Voir aussi

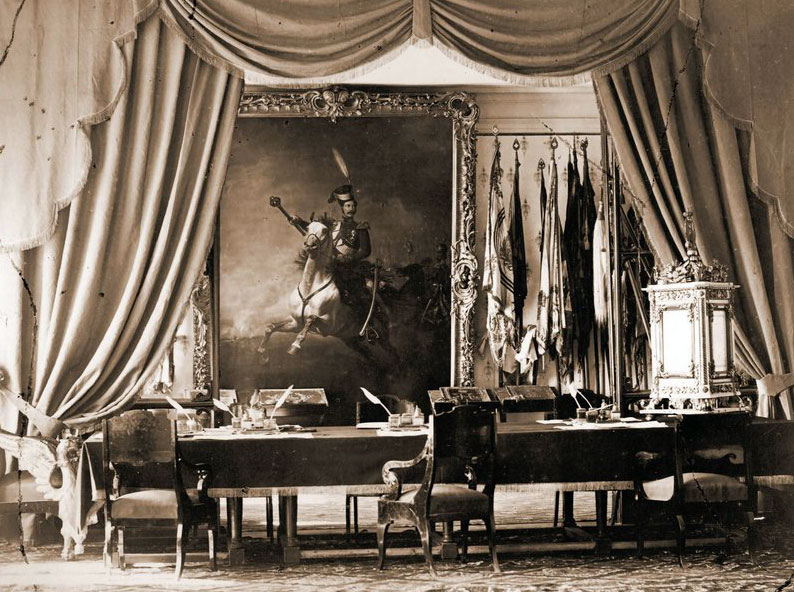
Intérieur.
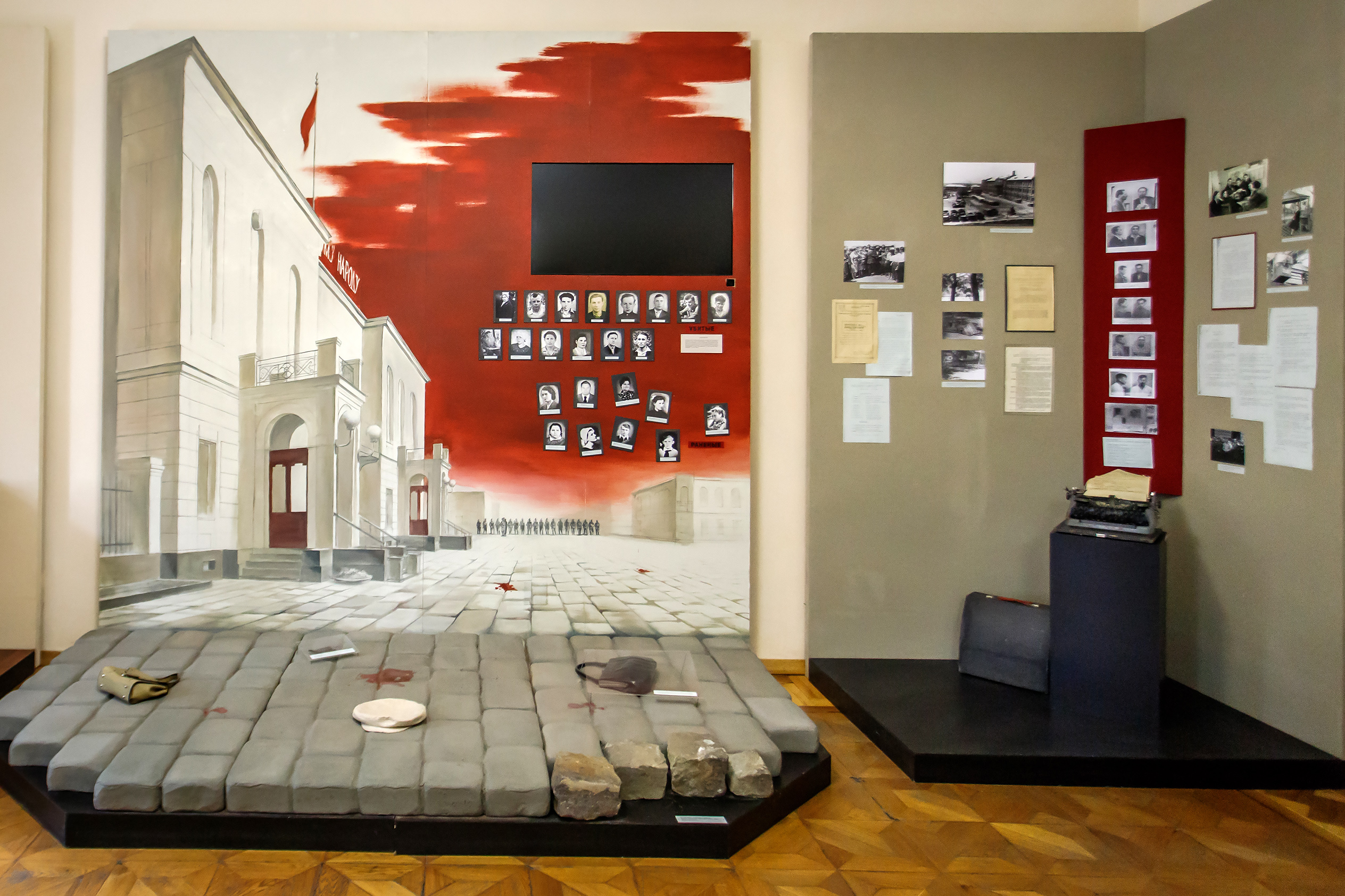
Exposition.
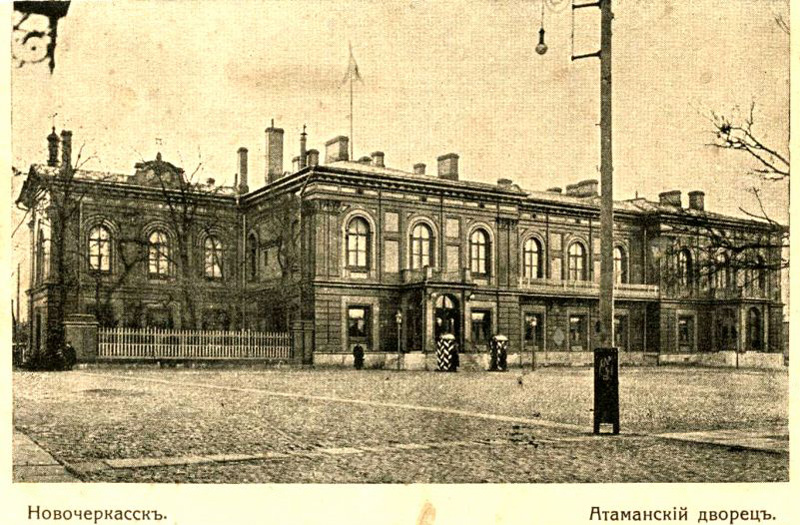
En 1917.